# Seconda guerra sacra
La seconda guerra sacra che coincide in parte con la prima guerra del Peloponneso fu combattuta dal 458 al 446 a.C.

## Guerra
Il casus belli fu l'intervento dei Peloponnesiaci guidati dagli spartani in appoggio alla Doride, contro i Focesi che avevano occupato alcuni demi di questo territorio (Kitinion, Boiton ed Erineon). La Focide fu obbligata a restituire i territori conquistati ma i Peloponnesiaci intervennero anche sugli affari del santuario di Delfi restituendone il controllo ai Dori delfici ed alla Beozia tebana. Dal 462 a.C. infatti il santuario era sotto l'influenza dei vicini Focesi (non proprio sotto il loro controllo, come accadrà in seguito). La posizione dei Focesi era appoggiata dagli alleati Ateniesi che dal 461 a.C. erano alleati dei Tessali (dopo l'affronto degli aiuti prima richiesti e poi rifiutati dagli Spartani a Itome). Ora i Tessali possedevano da soli la metà dei voti nell'anfizionia di Delfi (12 dei 24 ieromnemoni delfici erano del gruppo tessalico: Tessali, Eniani, Achei Ftioti, Mali-Etei, Magneti, Dolopi, Perrebi). Venne convocata perciò una riunione dell'anfizionia delfica che denunciò il pericolo rappresentato dei Beoti e dai loro alleati Peloponnesiaci per l'autonomia del santuario, decise 1) di espellere i Beoti, 2) di proclamare una guerra sacra contro di essi ed i loro alleati e 3) di chiedere ad Atene di prendere il comando dell'esercito anfizionico (458 a.C.). Agli Ateniesi ed ai loro alleati si unirono gli Argivi e la cavalleria tessala. Gli spartani con i loro alleati si trovavano ancora accampati in Beozia e lo scontro fra i due schieramenti avvenne vicino alla città di Tanagra nel 457 a.C.. La cavalleria tessala, però, era composta proprio da quella aristocrazia antidemocratica e filospartana che pochi mesi dopo avrebbe ripreso il controllo della Tessaglia riportandola nella sfera di influenza spartana. La cavalleria tessala non solo defezionò ma attaccò anche i rifornimenti ateniesi e questo aiutò gli Spartani a conquistare una sofferta vittoria. Gli Spartani approfittarono della vittoria anche per cercare di impedire la costruzione delle Lunghe Mura di Atene (e questo è il terzo motivo di questa guerra), ma arrivarono tardi, quando il muro era già difendibile. Gli aristocratici tessali approfittarono della sconfitta ateniese per riprendere il potere in Tessaglia e scacciarono il figlio dell'ultimo tago, Oreste.
Due mesi dopo però gli Ateniesi, guidati da Mironide, riuscirono a sconfiggere i Beoti nella Battaglia di Enofita ed a restituire ai Focesi il controllo del santuario di Delfi(anche gli Argivi sconfissero gli spartani a Enoe). Tentarono anche, ma inutilmente, di riportare al potere Oreste, per riconquistare il controllo sull'anfizionia delfica. La Beozia è invasa ed anche Egina deve consegnare la flotta, abbattere le mura ed entrare nella lega delio-attica.
Finisce così la prima parte di questa seconda guerra sacra.
Non ci fu comunque pace perché gli Ateniesi approfittarono delle vittorie ottenute per conquistare Egina. Nel 451 a.C., grazie a Cimone, fu concordata una pace quinquennale con Sparta.
La guerra sacra riprese nel 448 a.C. (alcuni storici propendono per considerarle due guerre distinte) quando il santuario di Delfi fu di nuovo reso indipendente dai Focesi ad opera degli Spartani, pochi mesi dopo l'intervento Ateniese riconsegnò il tempio in mano focese, ma nel 447 a.C. Delfi fu di nuovo insidiata dai Beoti ribelli ad Atene. A Coronea il generale ateniese Tolmide subì una grave sconfitta, la Beozia recuperò la sua indipendenza, il controllo del santuario delfico tornò in mani doriche, l'Eubea si ribellò e l'Attica fu invasa dall'esercito spartano guidato dal re Plistonatte, figlio di Pausania. Pericle riuscì a respingere l'invasione ed a riprendere il controllo dell'Eubea.
L'anno successivo fu firmato un trattato di pace trentennale fra Sparta ed Atene.
Termina così anche la seconda guerra sacra con il ritorno del santuario delfico in mano ai Dori.
Una piccola considerazione su questa ed anche le altre guerre sacre: nei santuari famosi (e Delfi era il più prestigioso della Grecia) venivano custodite le ricchezze di molte città greche e quindi il controllo del santuario, oltre a dare prestigio morale, poteva anche fornire una riserva finanziaria importante, come accadde infatti nelle guerre del Peloponneso, in cui gli spartani utilizzarono le ricchezze delfiche per finanziare la guerra contro Atene. Segnali della preoccupazione diffusa per questa funzione finanziaria dei santuari sono: il trasferimento del tesoro della lega delio-attica da Delo ad Atene avvenuto nel 454 a.C. e la clausola che gli Ateniesi inserirono nella tregua precedente la pace di Nicia e cioè che entrambe le parti avrebbero rispettato il tesoro di Delfi.